# France Cartes
Cartamundi France, avec son usine lorraine (anciennement appelée France Cartes) est un fabricant de cartes à jouer et jeux de société basé en France, à Saint-Max. Il s'agit de la dernière usine de fabrication de cartes en France.
L'entreprise développe également des jeux de cartes publicitaires (promotionnels et personnalisés), et travaille pour des maisons d'édition et des marques. Par exemple, l'entreprise a édité deux jeux de cartes en partenariat avec la Fédération française de football pour la Coupe du monde de football 2018.
Le fabricant de cartes à jouer est membre de l'Association des créateurs et fabricants de jouets français et est titulaire du label Entreprise du patrimoine vivant récompensant ses « savoir-faire artisanaux et industriels ».

## Historique
En 1750, le maître cartier Arnould installe son atelier à Paris. En 1848, Baptiste-Paul Grimaud le rachète. En 1946, Jean-Marie Simon crée la marque Ducale à Nancy, puis en 1962 il rachète la société Grimaud et la nomme France Cartes.
Dans la première moitié des années 1980, les ventes de cartes de tarot explosent. En 1989, Yves Weisbuch en devient responsable commercial. Avec le rachat de Héron, en 1994, la société France Cartes devient le groupe France Cartes. Par la suite, d’autres rachats sont effectués, comme en 2003 avec celui des éditions Dusserre, spécialisées dans les jeux de cartes historiques ou en 2006 avec celui de Jeujura, un fabricant jurassien de jouets en bois.
En 2002, France Cartes sort un nouveau jeu de cartes de bridge à quatre couleurs au lieu de deux, un changement homologué par la fédération mondiale de bridge. Le dessin sur les cartes a été rendu symétrique pour éviter aux joueurs de pouvoir passer des messages codés à travers la disposition des cartes.
En 2014, dans le cadre de son internationalisation, le groupe Cartamundi (en) acquiert l'usine France Cartes. En 2020, les entités France Cartes et Cartamundi France fusionnent, pour donner Cartamundi France.

## Produits
France Cartes Cartamundi est spécialisée dans la création et production de cartes :
- Jeux de cartes traditionnels (batailles, rami, bridge, tarot, poker, belote, etc.)
- Jeux de cartes éducatifs
- Jeux de société pour enfants et familles
- Jeux de magie
- Jeux traditionnels
- Jeux de cartomancie
- Jeux de cartes et stickers à collectionner

Les produits Cartamundi France sont certifiés par le Programme de reconnaissance des certifications forestières.